# Leopoldo Cattani Cavalcanti
Leopoldo Cattani Cavalcanti (Firenze, 28 luglio 1813 – Firenze, 10 settembre 1882) è stato un politico italiano.

## Biografia
Fu Deputato del Regno d'Italia per 5 legislature, militando nella Sinistra.